# Élections législatives de 2007 dans les Ardennes
Les élections législatives françaises de 2007 se déroulent les 10 et 17 juin 2007. Dans le département dans les Ardennes, trois députés sont à élire dans le cadre de trois circonscriptions.

## Élus
| Circonscription | Député sortant    | Parti | Parti | Député élu ou réélu | Parti | Parti |
| --------------- | ----------------- | ----- | ----- | ------------------- | ----- | ----- |
| 1re             | Bérengère Poletti |       | UMP   | Bérengère Poletti   |       | UMP   |
| 2e              | Philippe Vuilque  |       | PS    | Philippe Vuilque    |       | PS    |
| 3e              | Jean-Luc Warsmann |       | UMP   | Jean-Luc Warsmann   |       | UMP   |

## Résultats

### Résultats à l'échelle du département
| Parti                                        | Parti                                | Premier tour | Premier tour | Second tour | Second tour | Sièges |
| Parti                                        | Parti                                | Voix         | %            | Voix        | %           | Sièges |
| -------------------------------------------- | ------------------------------------ | ------------ | ------------ | ----------- | ----------- | ------ |
|                                              | Union pour un mouvement populaire    | 56 640       | 48,87        | 44 000      | 54,17       | 2      |
|                                              | Mouvement pour la France             | 1 050        | 0,91         |             |             | 0      |
|                                              | Majorité présidentielle              | 57 690       | 49,77        | 44 000      | 54,17       | 2      |
|                                              |                                      |              |              |             |             |        |
|                                              | Parti socialiste                     | 25 273       | 21,80        | 37 233      | 45,83       | 1      |
|                                              | Divers gauche                        | 8 939        | 7,71         |             |             | 0      |
|                                              | Parti communiste français            | 3 532        | 3,05         | 0           |             |        |
|                                              | Les Verts                            | 1 976        | 1,70         | 0           |             |        |
|                                              | Mouvement républicain et citoyen     | 931          | 0,80         | 0           |             |        |
|                                              | Gauche parlementaire                 | 40 651       | 35,07        | 37 233      | 45,83       | 1      |
|                                              |                                      |              |              |             |             |        |
|                                              | UDF–Mouvement démocrate              | 7 349        | 6,34         |             |             | 0      |
|                                              | Front national                       | 5 240        | 4,52         | 0           |             |        |
|                                              | Extrême gauche dont LCR, LO et PT    | 3 604        | 3,11         | 0           |             |        |
|                                              | Mouvement national républicain       | 826          | 0,71         | 0           |             |        |
|                                              | Le Trèfle - Les nouveaux écologistes | 304          | 0,26         | 0           |             |        |
|                                              | Divers                               | 245          | 0,21         | 0           |             |        |
|                                              |                                      |              |              |             |             |        |
| Inscrits                                     | Inscrits                             | 199 724      | 100,00       | 139 703     | 100,00      | 3      |
| Abstentions                                  | Abstentions                          | 82 238       | 41,18        | 56 446      | 40,4        |        |
| Votants                                      | Votants                              | 117 486      | 58,82        | 83 257      | 59,6        |        |
| Blancs et nuls                               | Blancs et nuls                       | 1 577        | 1,34         | 2 024       | 2,43        |        |
| Exprimés                                     | Exprimés                             | 115 909      | 98,66        | 81 233      | 97,57       |        |
| Source : Ministère de l'Intérieur - Ardennes |                                      |              |              |             |             |        |

### Résultats par circonscription

#### Première circonscription (Mézières - Rethel)
| Candidat       | Candidat                          | Parti          | Premier tour | Premier tour | Second tour | Second tour |  |
| Candidat       | Candidat                          | Parti          | Voix         | %            | Voix        | %           |  |
| -------------- | --------------------------------- | -------------- | ------------ | ------------ | ----------- | ----------- |  |
|                | Bérengère Poletti sortante réélue | UMP            | 20 922       | 48,93        | 24 808      | 59,52       |  |
|                | Claudine Ledoux                   | PS             | 11 499       | 26,89        | 16 870      | 40,48       |  |
|                | Jean-François Leclet              | UDF–MoDem      | 4 116        | 9,63         |             |             |  |
|                | Chantal Taioli                    | FN             | 1 829        | 4,28         |             |             |  |
|                | Sylvain Dalla Rosa                | PCF            | 1 401        | 3,28         |             |             |  |
|                | Francois Botte                    | LCR            | 928          | 2,17         |             |             |  |
|                | Philippe Lenice                   | Les Verts      | 880          | 2,06         |             |             |  |
|                | Nadia Octave                      | LO             | 459          | 1,07         |             |             |  |
|                | Valérie Lenoir                    | MPF            | 419          | 0,98         |             |             |  |
|                | Philippe Fesneau                  | MNR            | 303          | 0,71         |             |             |  |
|                |                                   |                |              |              |             |             |  |
| Inscrits       | Inscrits                          | Inscrits       | 73 473       | 100,00       | 73 470      | 100,00      |  |
| Abstentions    | Abstentions                       | Abstentions    | 30 127       | 41           | 30 624      | 41,68       |  |
| Votants        | Votants                           | Votants        | 43 346       | 59           | 42 846      | 58,32       |  |
| Blancs et nuls | Blancs et nuls                    | Blancs et nuls | 590          | 1,36         | 1 168       | 2,73        |  |
| Exprimés       | Exprimés                          | Exprimés       | 42 756       | 98,64        | 41 678      | 97,27       |  |

#### Deuxième circonscription (Charleville - Givet)
| Candidat       | Candidat                       | Parti          | Premier tour | Premier tour | Second tour | Second tour |  |
| Candidat       | Candidat                       | Parti          | Voix         | %            | Voix        | %           |  |
| -------------- | ------------------------------ | -------------- | ------------ | ------------ | ----------- | ----------- |  |
|                | Boris Ravignon                 | UMP            | 14 889       | 40,35        | 19 192      | 48,52       |  |
|                | Philippe Vuilque sortant réélu | PS             | 13 774       | 37,33        | 20 363      | 51,48       |  |
|                | Benoît Florence Richard        | UDF–MoDem      | 2 115        | 5,73         |             |             |  |
|                | Roland Bataille                | FN             | 1 993        | 5,4          |             |             |  |
|                | Michèle Leflon                 | PCF            | 1 320        | 3,58         |             |             |  |
|                | Jean-Michel Fournaise          | LCR            | 654          | 1,77         |             |             |  |
|                | Mezhoura Nait-Abdelaziz        | Les Verts      | 558          | 1,51         |             |             |  |
|                | Gérard Baudoin                 | PT             | 416          | 1,13         |             |             |  |
|                | Josée Tilquin                  | MPF            | 379          | 1,03         |             |             |  |
|                | Joël Nouet                     | LO             | 300          | 0,81         |             |             |  |
|                | Jean-Pierre Jadon              | MNR            | 258          | 0,7          |             |             |  |
|                | Abderzake Chaouchi             | Divers         | 245          | 0,66         |             |             |  |
|                |                                |                |              |              |             |             |  |
| Inscrits       | Inscrits                       | Inscrits       | 66 252       | 100,00       | 66 233      | 100,00      |  |
| Abstentions    | Abstentions                    | Abstentions    | 28 818       | 43,5         | 25 822      | 38,99       |  |
| Votants        | Votants                        | Votants        | 37 434       | 56,5         | 40 411      | 61,01       |  |
| Blancs et nuls | Blancs et nuls                 | Blancs et nuls | 533          | 1,42         | 856         | 2,12        |  |
| Exprimés       | Exprimés                       | Exprimés       | 36 901       | 98,58        | 39 555      | 97,88       |  |

#### Troisième circonscription (Sedan - Vouziers)
|                | Jean-Luc Warsmann sortant réélu | UMP            | 20 829 | 57,46  |  |  |  |
|                | Jean-Paul Bachy                 | Divers gauche  | 8 939  | 24,66  |  |  |  |
|                | Éric Samyn                      | FN             | 1 418  | 3,91   |  |  |  |
|                | Olivier Laurant                 | UDF–MoDem      | 1 118  | 3,08   |  |  |  |
|                | Gisèle Dessieux                 | MRC (PS)       | 931    | 2,57   |  |  |  |
|                | Régine Henry                    | PCF            | 811    | 2,24   |  |  |  |
|                | Hélène Mathieu                  | LCR            | 605    | 1,67   |  |  |  |
|                | Maylis Magnou                   | Les Verts      | 538    | 1,48   |  |  |  |
|                | Jean Pierrard                   | LT-LNÉ         | 304    | 0,84   |  |  |  |
|                | Hervé Lahotte                   | MNR            | 265    | 0,73   |  |  |  |
|                | Adeline Tillette                | MPF            | 252    | 0,7    |  |  |  |
|                | Jacques Boissier                | LO             | 242    | 0,67   |  |  |  |
|                |                                 |                |        |        |  |  |  |
| Inscrits       | Inscrits                        | Inscrits       | 59 999 | 100,00 |  |  |  |
| Abstentions    | Abstentions                     | Abstentions    | 23 293 | 38,82  |  |  |  |
| Votants        | Votants                         | Votants        | 36 706 | 61,18  |  |  |  |
| Blancs et nuls | Blancs et nuls                  | Blancs et nuls | 454    | 1,24   |  |  |  |
| Exprimés       | Exprimés                        | Exprimés       | 36 252 | 98,76  |  |  |  |